# Release Therapy
Release Therapy je peti studijski album repera Ludacrisa. Album je objavljen 26. rujna 2006. godine. Album je do danas prodan u 1,3 milijuna primjeraka.

## Singlovi
- Prvi singl, "Money Maker", u kojem gostuje Pharrell, je objavljen 17. srpnja 2006. godine. Singl je bio veliki uspjeh na broju jedan. Našao se na Billboard Hot 100, Hot R&B/Hip-Hop Songs, Hot Rap Tracks i Hot 100 Airplay.

- Drugi singl je "Grew Up a Screw Up", zajedno s Young Jeezy.

- Treći singl je "Runaway Love", zajedno s Mary J. Blige. Debitirao je na poziciji broj dva na Billboard Hot 100.

## Popis pjesama
|     | Naziv                                                      | Producent(i)   | Uzorci                               | Trajanje |
| --- | ---------------------------------------------------------- | -------------- | ------------------------------------ | -------- |
| 1.  | "Warning" (Intro)                                          | Vudu           |                                      | 2:30     |
| 2.  | "Grew Up a Screw Up" (zajedno s Young Jeezy)               | DJ Nasty & LVM | - "Runnin' (Dying to Live)" od Tupac | 3:59     |
| 3.  | "Money Maker" (zajedno s Pharrell)                         | The Neptunes   |                                      | 3:50     |
| 4.  | "Girls Gone Wild"                                          | The Neptunes   |                                      | 3:36     |
| 5.  | "Ultimate Satisfaction" (zajedno s Field Mob)              | Rich Skillz    | - "Satisfaction" od Benny Benassi    | 4:20     |
| 6.  | "Mouths to Feed"                                           | DJ Toomp       |                                      | 4:18     |
| 7.  | "End of the Night" (zajedno s Bobby Valentino)             | Happy Perez    |                                      | 4:37     |
| 8   | "Woozy" (zajedno s R. Kelly)                               | Ken Jo         |                                      | 5:18     |
| 9.  | "Tell It Like It Is"                                       | Omen           |                                      | 3:56     |
| 10. | "War with God"                                             | Dre & Vidal    | - "War of the Gods" od Billy Paul    | 4:30     |
| 11. | "Do Your Time" (zajedno s Beanie Sigel, Pimp C i C-Murder) | The Trak Starz |                                      | 5:15     |
| 12. | "Slap"                                                     | The Runners    |                                      | 4:40     |
| 13. | "Runaway Love" (zajedno s Mary J. Blige)                   | Polow da Don   | - "La Di Da Di" od Slick Rick        | 4:40     |
| 14. | "Freedom of Preach" (zajedno s Bishop Eddie Lee Long)      | Mr. Jonz       |                                      | 7:07     |

## Top liste
Album
| Top lista                             | Završna pozicija |
| ------------------------------------- | ---------------- |
| U.S. Billboard 200                    | 1                |
| U.S. Billboard Top R&B/Hip-Hop Albums | 2                |
| U.S. Billboard Top Rap Albums         | 1                |